# كورتيس ستيل
كورتيس ستيل (بالإنجليزية: Curtis Steele)‏ هو لاعب كرة قدم أمريكية ولاعب كرة القدم الكندية أمريكي، ولد في 24 مارس 1987 في فرانكلين في الولايات المتحدة.

## وصلات خارجية
- كورتيس ستيل على موقع مرجع كرة القدم المحترفة.كوم (الإنجليزية)